# Dolenje Karteljevo
Dolenje Karteljevo – wieś w Słowenii, w gminie miejskiej Novo mesto. W 2018 roku liczyła 104 mieszkańców. 